# Cavalcante (Goiás)
Cavalcante é um município brasileiro do Estado de Goiás, localizado ao norte da Chapada dos Veadeiros, a cerca de 500 km da capital estadual, Goiânia, e a 320 km da capital federal, Brasília.

## História
Cavalcante surge no mesmo período que o estado de Goiás, por volta de 1736 descoberto quando Bartolomeu Bueno da Silva (O Anhanguera) explorava a área em busca minas de ouro e indígenas com o objetivo de formar a capitania de Goyaz. Atrás deste intento, desloca-se em direção a região de Meia Ponte (Pirenópolis) e de Vila Boa (Cidade de Goiás) voltando para São Paulo, Anhanguera se separa de seu filho Bartolomeu Bueno da Silva Filho (O Anhanguera Filho) na época possuindo por volta de 12 anos de idade, a fim de cobrir uma área maior; quando o Anhanguera Filho volta pelo mesmo caminho a procura das novas minas chegando na região do rio Tocantins resolve subir sentido a Chapada dos Veadeiros, onde descobriu uma grande quantidade de minas de ouro, e  formou a Capitânia de Goias. Logos após a descoberta o deu inicio a diversas incursões de pessoas dos mais diversos lugares em busca das minas de ouro à margem do córrego Lava pés, no qual a primeira incursão que se tem registro ocorre 1736, pelo garimpeiro Julião Cavalcante e seus companheiros de forma que a povoação, futuro município,  recebe o nome Cavalcante em homenagem ao fundador da mesma.
Em 1740, foi fundado oficialmente o arraial de Cavalcante, pelo bandeirante Diogo Teles Cavalcante e Domingos Pires do Prado, em presença do Governador da Capitania de São Paulo, D. Luiz de Mascarenhas. No ano de 1794, ocorre a decadência do metal precioso no arraial de São Félix, e a população se volta ao investimento na agricultura e pecuária e destacando-se como maior exportador de farinha de trigo para os EUA devido as condições favoráveis e no qual ao longo das décadas deixa de cobrir toda parte do nordeste goiano e passa por diversas subdivisões do território através de leis estaduais e municipais.

### O município

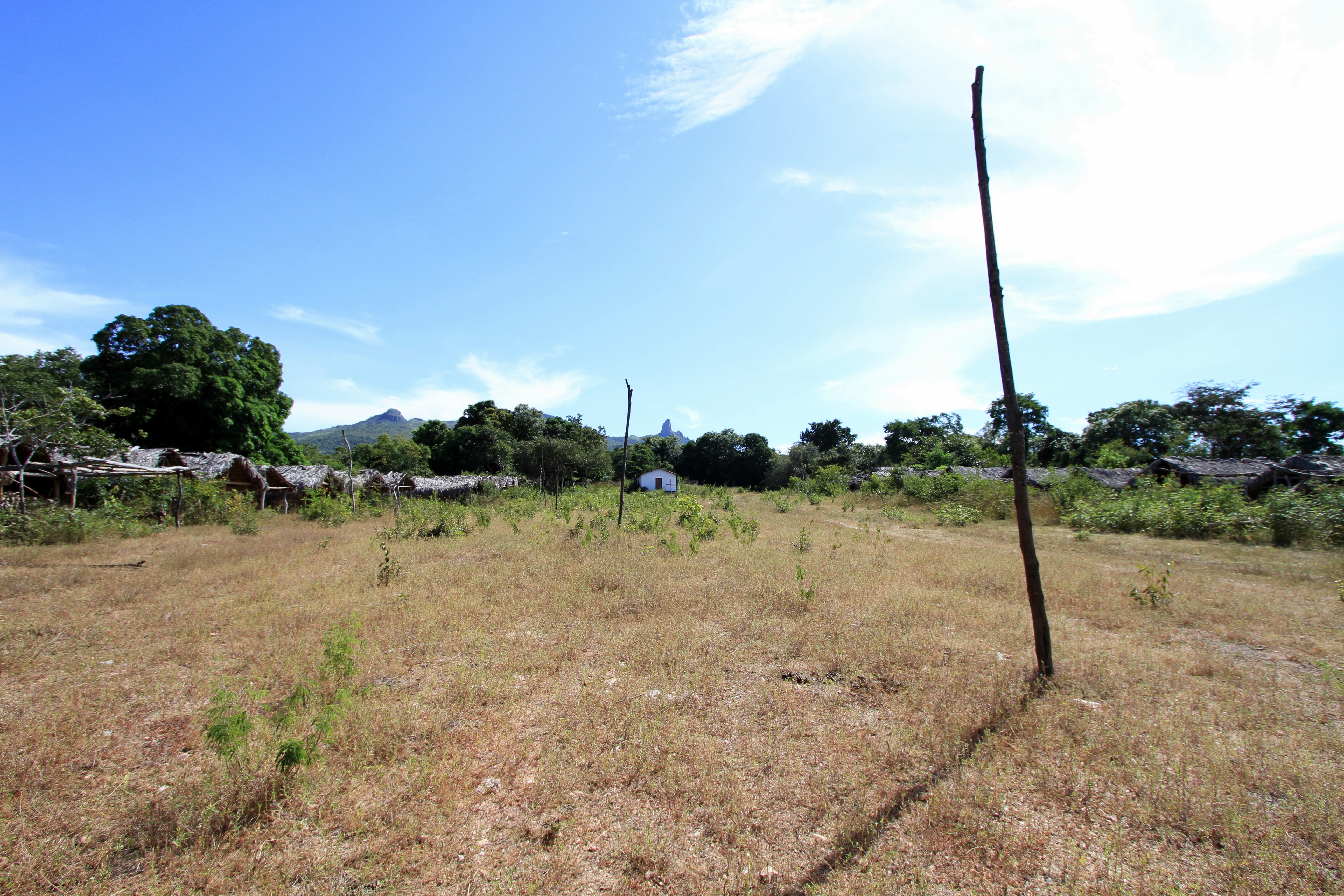
Capela do Vão do Moleque, na comunidade calunga Vão do Moleque, em Cavalcante

Abriga uma parte da comunidade Kalunga, dentro do Sítio Histório e Patrimônio Cultural Kalunga, principalmente Vão de Almas, Povoado Engenho (Engenho II, etc.), Tinguizal, Fazenda Ema e Vão do Moleque. Sua população estimada em 2004  estima-se em 9.660 habitantes e abrangendo 6 953,7 km²  e possuindo densidade demográfica igual de 1,4 habitantes por km². Dentre suas atrações turísticas destacam-se várias cachoeiras, como as do Rio Prata, de Santa Bárbara, da Capivara, e as várias cachoeiras da fazenda Veredas e da Ponte de Pedra. Apesar de não possuir ainda um acesso em seu território, Cavalcante também abriga cerca de 60% da área total do Parque Nacional da Chapada dos Veadeiros.
Sua origem remonta a 1736, quando o garimpeiro Julião Cavalcante e seus companheiros chegaram a região em busca de novas minas de ouro. A notícia da descoberta de imensa mina de ouro de grande profundidade à margem do córrego Lava Pés, na serra da Cavalhada, atraiu numerosos aventureiros dos mais distantes rincões, iniciando-se o povoado com o nome de Cavalcante, em homenagem ao fundador e colonizador.

## Política
Nas eleições municipais no Brasil em 2020, houve dois candidatos quilombolas disputando prefeituras. Vilmar Kalunga (PSB) foi eleito prefeito de Cavalcante, com 1 959 votos, se tornando o primeiro prefeito Kalunga no Brasil.